# Farellón costero

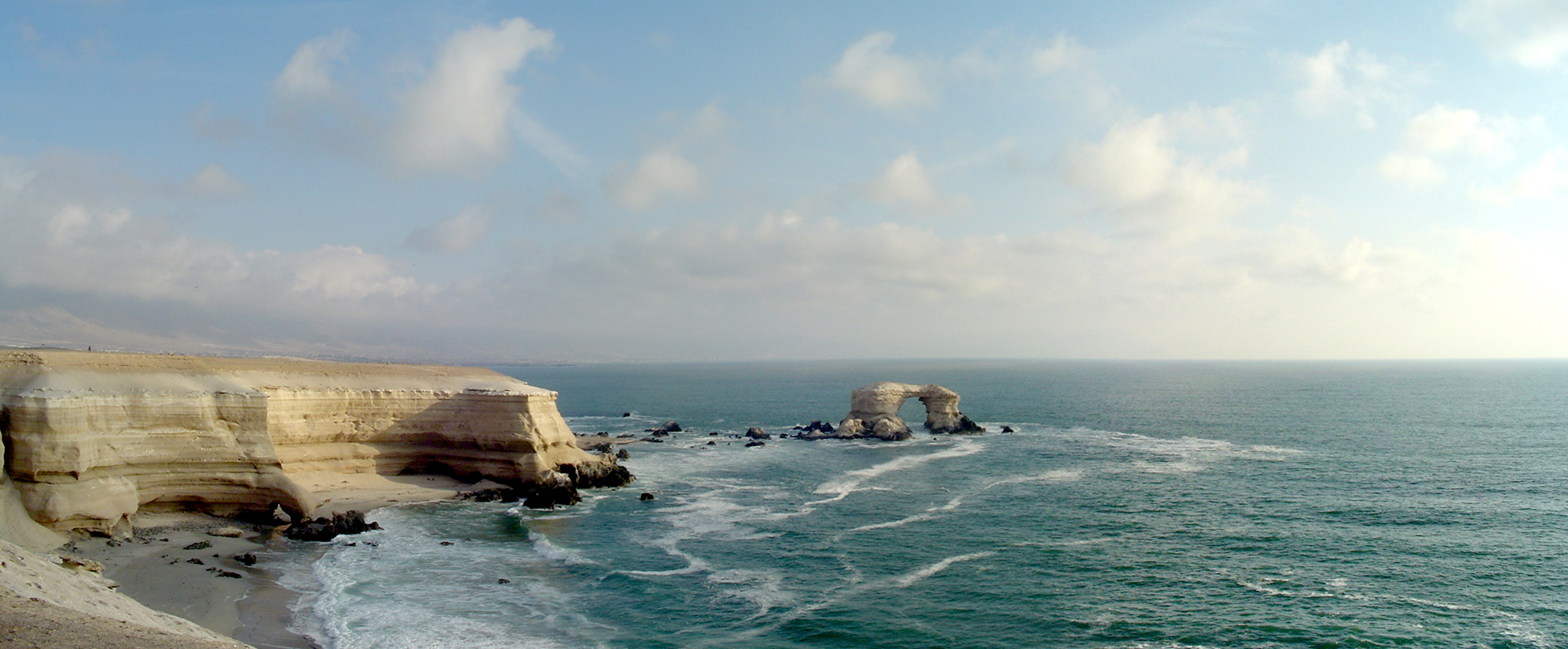
El farellón costero frente a La Portada de Antofagasta.

Se conoce como farellón costero a una serie de acantilados a lo largo del litoral en el norte de Chile, que se extiende por más de 1000 km a lo largo del desierto de Atacama. Constituye una gran parte de la vertiente occidental de la Cordillera de la Costa chilena en las regiones de Arica y Parinacota, Tarapacá, Antofagasta, y Atacama.
El farellón costero es un cordón uniforme, que nace seccionado por la quebrada de Vítor (al sur de la ciudad de Arica), cayendo abruptamente al mar en forma de un acantilado que se presenta como un macizo sólido. Entre las ciudades de Arica e Iquique, el farellón costero es muy escarpado, con medidas mayores a 1000 metros (localmente sobre 2000 m) y desciende directamente hacia mar sin terrazas marinas preservadas en ese sector costero. Más hacia el sur, el farellón se encuentra desmembrado por quebradas como Salado de Chañaral, Lechero, Chorrillos, además del estuario del río Copiapó y un humedal costero asociado.
Según Roland Paskoff, este se originó a partir de un proceso de retirada de un escarpe de falla, por lo que en la actualidad el acantilado no sigue ninguna falla. En algunos lugares, se pueden encontrar una serie de bancos costeros debajo del acantilado. A pesar de alternar levantamientos y subsidencias del continente en una escala de tiempo decenal, el acantilado y todo el borde occidental de la placa sudamericana ha registrado un alzamiento generalizado durante los últimos 2,5 millones de años.